# Правда Рускова
Правда Рускова Попхристова (Райна) е българска партизанка, икономист и политик от БКП.

## Биография
Родена е на 2 май 1921 г. в Русе. По време на Втората световна война е партизанка в Първа софийска народоосвободителна бригада, знаменосец на бригадата, отговаряща за работата с младежта. Сестра на генерал Христо Русков. От 1949 до 1951 г. учи във Висшата партийна школа при ЦК на БКП. Между 1958 и 1959 г. преподава в школата. От 1959 г. е старши научен сътрудник в Института по икономика при БАН, а от 1964 г. е старши научен сътрудник II ст.
В периода 5 ноември 1962 – 25 април 1971 г. е кандидат-член на ЦК на БКП. Награждавана е с ордените „Народна свобода, 1941 – 1944“ II ст. (1949), „9 септември 1944 г.“ II ст. (1961), „Кирил и Методий“ I ст. (1970) и „Народна република България“ I ст. (1971) и медали като „100 г. БАН“ (1969) и Възпоминание по случай 100 г. от рождението на В. И. Ленин (1970, съветски). Умира през 1976 г. Основните ѝ професионални интереси са в областта на промишлената икономика